# Заячий проспект
За́ячий проспе́кт — улица в Петергофе. Проходит от Петергофской улицы до Никольского пруда.

## Происхождение названия
Улица появилась в 1850 году и соединяла Петергофскую улицу с Заячьим Ремизом, откуда и получила своё название. В конце 1820-х годов Придворная охота была переведена из Александрии в район, расположенный за Английским парком. В самом парке были оставлены два зверинца для охоты. Одно из значений французского слова «ремиз» (фр. remis) — место, кустарник, где скрывается дичь.

## Общественный транспорт
358 автобус — маршрут от Петергофской улицы до Никольского пруда.